# Средненемецкие диалекты

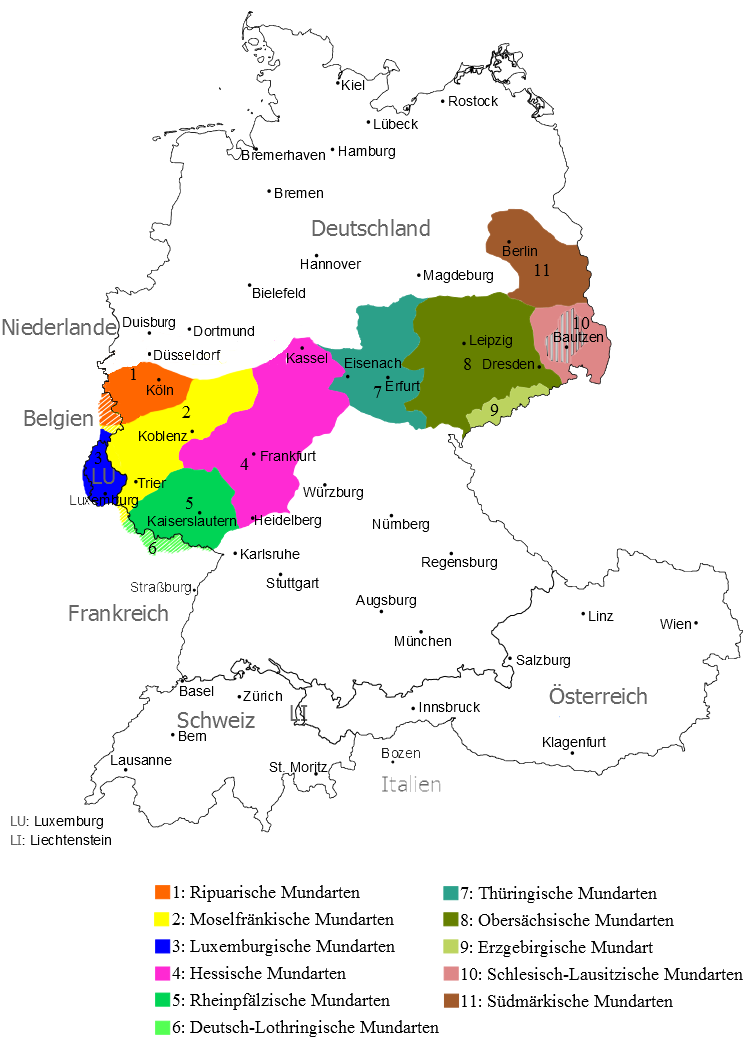
Зона распространения современных средненемецких диалектов

Средненеме́цкие диале́кты (нем. Mitteldeutsch), также называемые центральнонемецкими (Zentraldeutsch), относятся к верхненемецким диалектам. Включает западную и восточную группу диалектов.

## Область распространения
В средненемецких диалектах, которые распространены между линией Бенрата на севере и майнской линией на юге, второе передвижение согласных осуществилось в меньшей мере, чем южнонемецких диалектах. Напротив, в нижненемецком и нидерландском этого передвижения не наблюдается.

## История исследования
Термин «средненемецкий» возник в XVIII веке, когда началось изучение немецкой диалектологии. До того различие проводилось только между верхними (oberländischer) (соответственно верхненемецкими) и низовыми (niederländischer) (соответственно нижненемецкими диалектами). В исследованиях по диалектологии констатировалось, что второе (верхненемецкое) передвижение согласных, которое и привело к бросающемуся в глаза различию верхних и низовых диалектов в довольно широкой полосе не завершилось полностью. На основании этого и некоторых других признаков возникло понимание этой полосы (гораздо более широкой на западе Германии, у Рейна), как переходной области между верхне- и нижненемецкими диалектами. Таким образом, эта средненемецкая языковая область включает рейнско-франкские, гессенские диалекты, восточносредненемецкие диалекты и тянется на юге от Эльзаса вдоль Майнской линии до Рудных гор, а на севере от Ахена через Северный Гессен до южного Бранденбурга.